# Wiener Becken

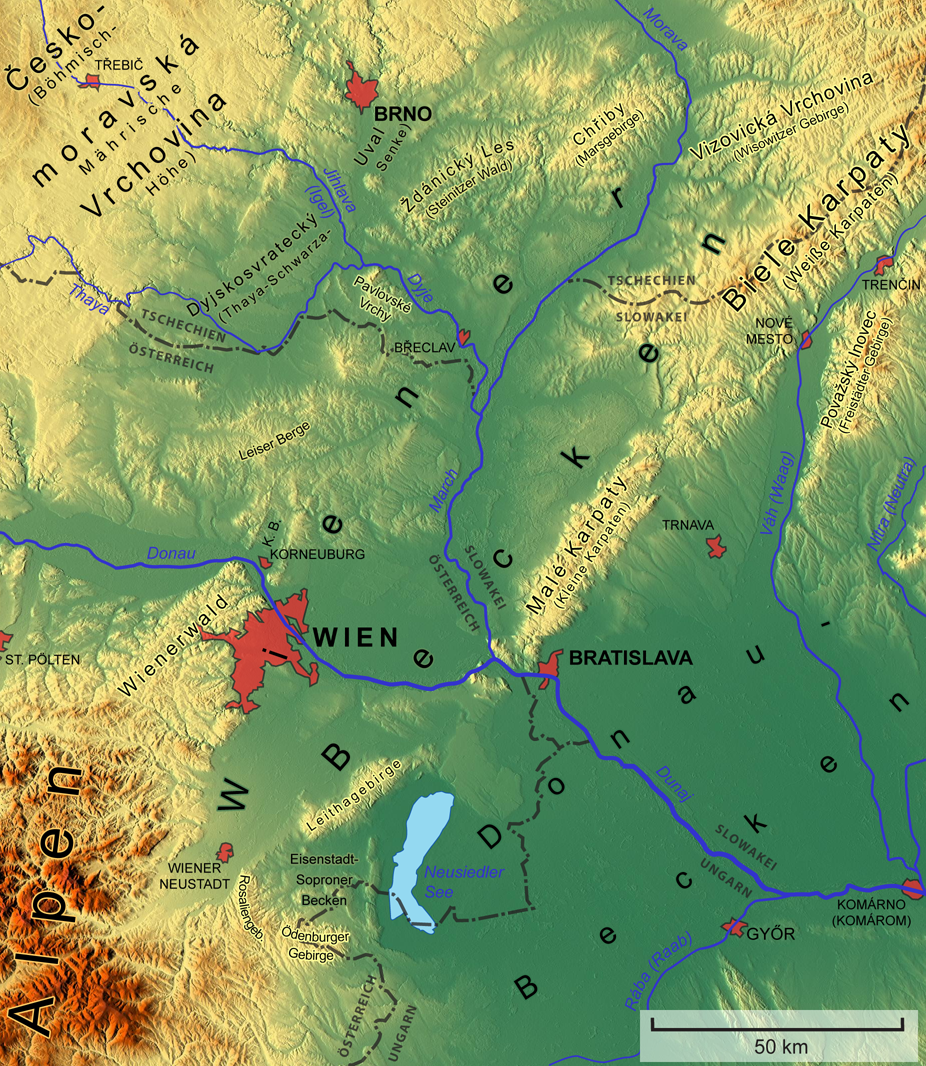
Physische Geographie des Übergangsbereichs zwischen Ostalpen und Westkarpaten. Das rautenförmige Wiener Becken (i. w. S.) zeichnet sich deutlich in der Bildmitte ab.

Das Wiener Becken ist ein fossiles, geologisch junges tektonisches Einbruchsbecken und Sedimentbecken im Nahtbereich zwischen Alpen, Karpaten und der Pannonischen Tiefebene. Hinsichtlich des Einbruchsmechanismus handelt es sich um ein Scherungsbecken (Pull-Apart-Becken). Es trennt zwar topographisch die Alpen von den Westkarpaten, verbindet sie aber geologisch über entsprechende Untergrundgesteine.

## Physische Geographie

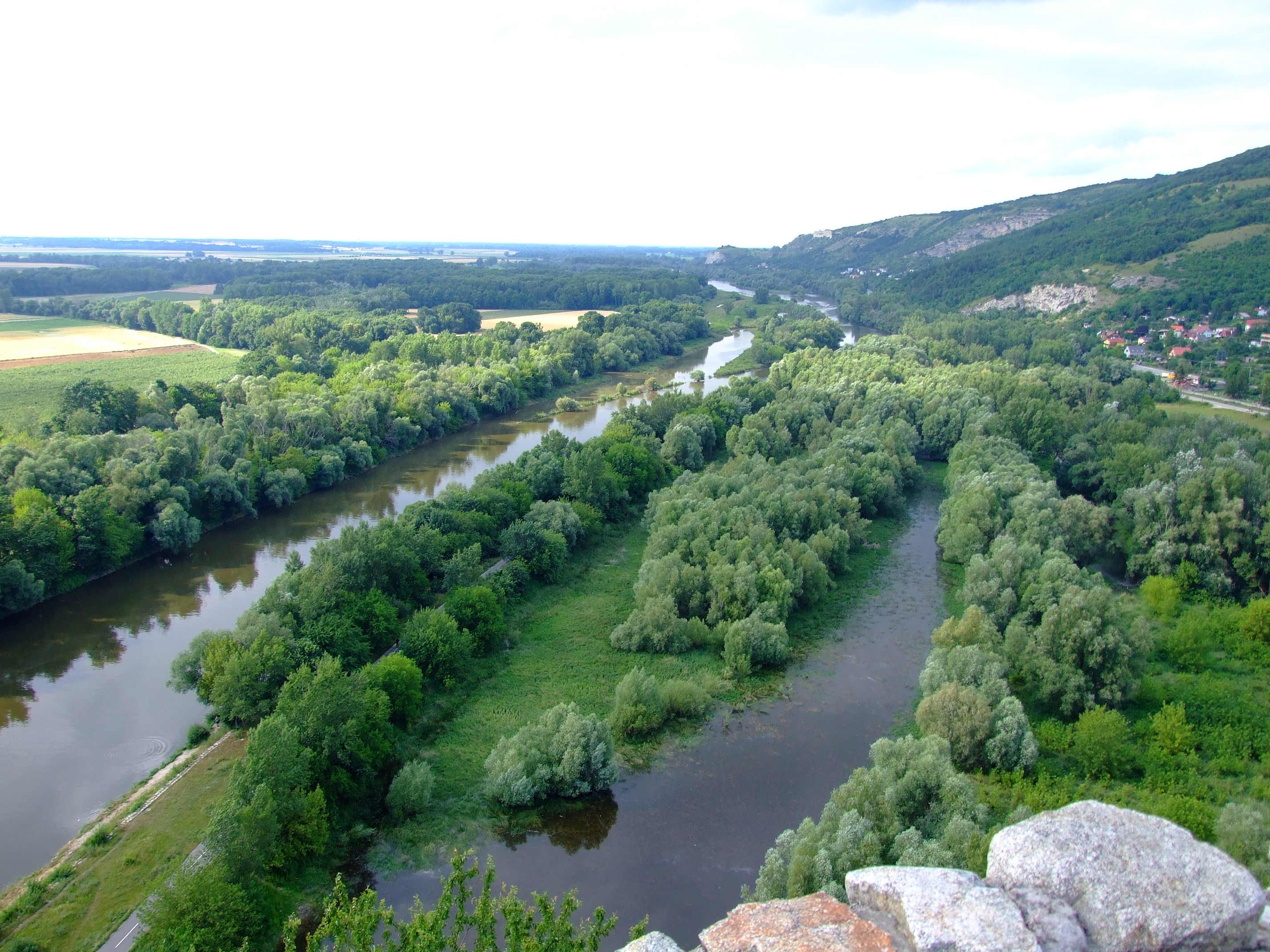
Marchniederung nahe der Mündung der March in die Donau (Blick nach Norden). Links erstreckt sich das Marchfeld. Rechts im Bild erhebt sich der Thebener Kogel (Devínska Kobyla), ein Ausläufer der Kleinen Karpaten.

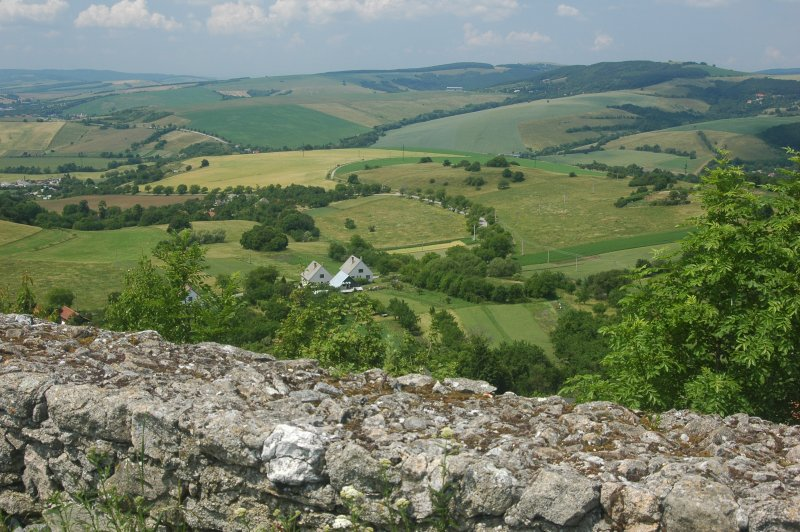
Blick über das Chvojnica-Hügelland im slowakischen Teil des Wiener Beckens (nördliche Westslowakei, Okres Senica).

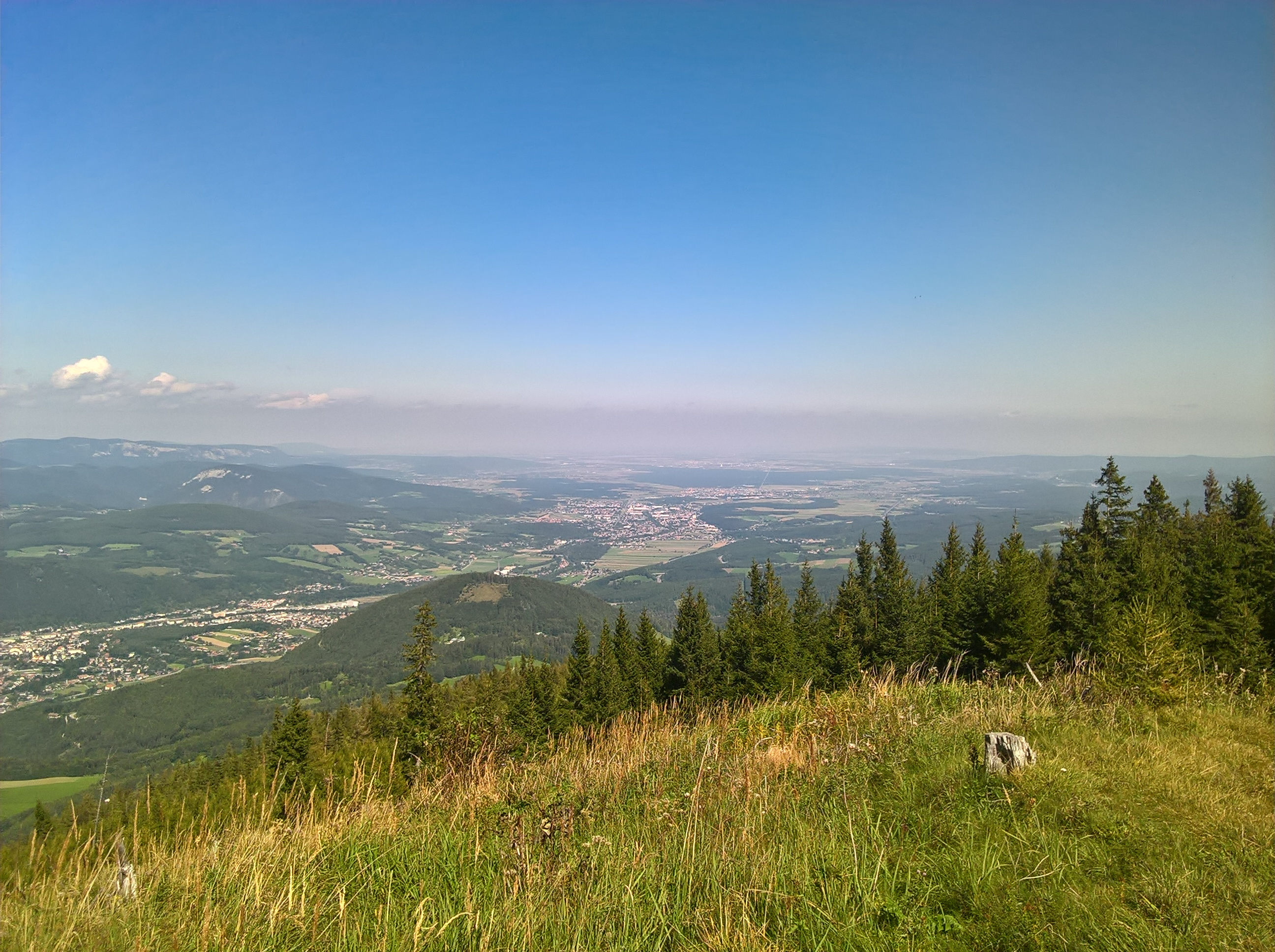
Blick vom Großen Otter in den Südwestzipfel des Wiener Beckens.

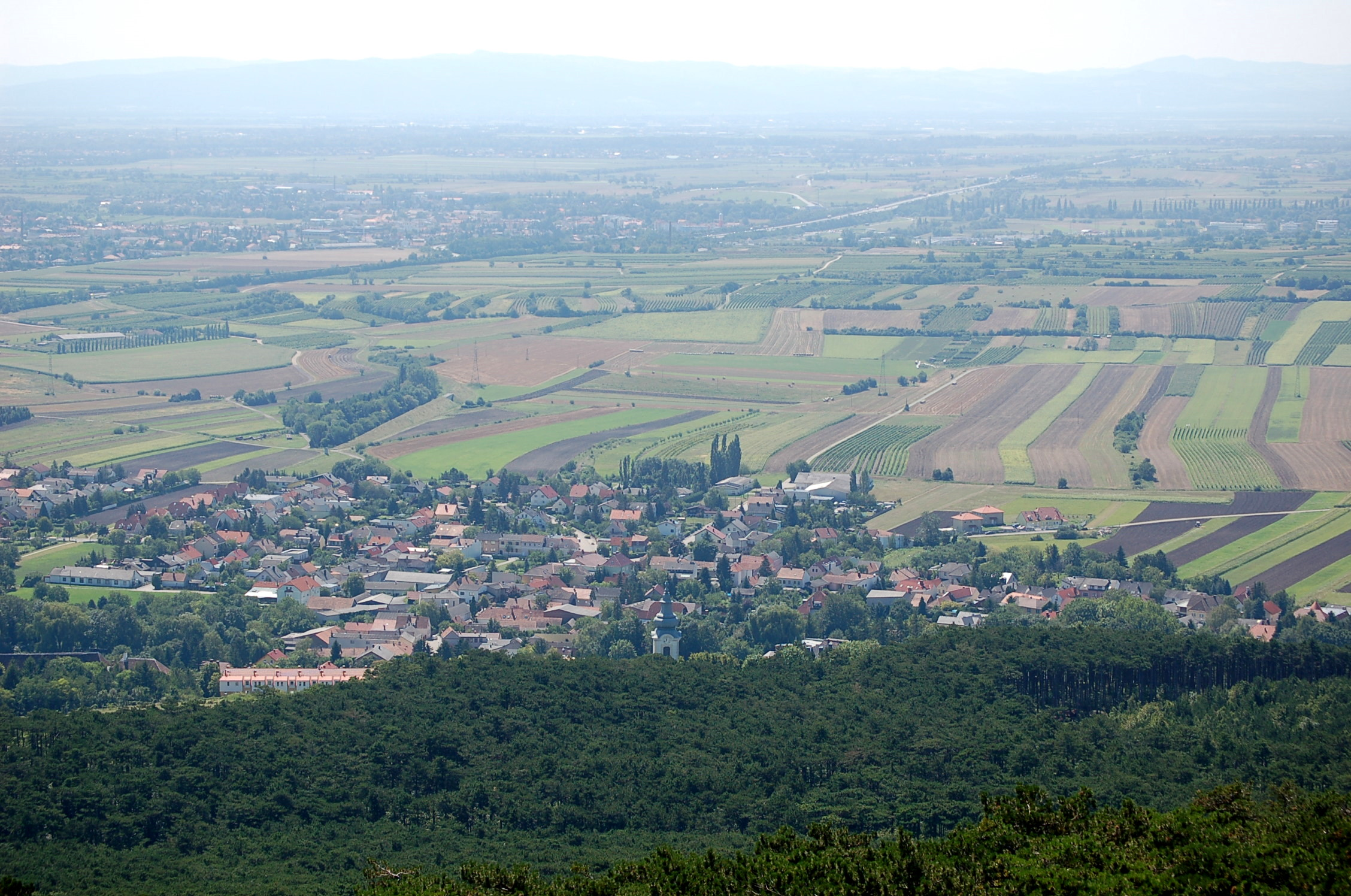
Blick vom Harzberg über die Gainfarner Bucht, einen relativ weit nach Westen in die Alpen hineinreichenden Ausläufer des südlichen Wiener Beckens.

### Allgemeines
Das Wiener Becken hat einen spindel- oder rautenförmigen Grundriss mit einer Längsausdehnung (Südwest-Nordost) von 200 km und einer Querausdehnung (Nordwest-Südost) von maximal 50 km. In der naturräumlichen Gliederung Niederösterreichs wird mit dem Namen Wiener Becken nur das annähernd dreieckige morphologische Becken südlich der Donau („Südliches Wiener Becken“) sowie das Marchfeld („Nördliches Wiener Becken“) belegt. Diese beiden Tiefländer nehmen Teile der Bezirke Mödling, Baden, Bruck an der Leitha, Gänserndorf, Neunkirchen und Wiener Neustadt ein.
Unter Berücksichtigung geologischer Aspekte zählen aber auch das Hügelland des östlichen Weinviertels, das Niedermährische Becken in Tschechien und das Záhorie-Tiefland in der Slowakei dazu.

### Naturräumliche Gliederung

#### Übersicht
- Österreich
  - Wiener Becken im engeren Sinn[1]
    - Nördliches Wiener Becken (Marchfeld, Gebirgsgruppe 1930 bzw. 1931 nach Trimmel[2])
    - Südliches Wiener Becken (Wiener Neustädter Bucht, Gebirgsgruppe 1920 bzw. 1921 nach Trimmel[3])
      - Feuchte Ebene (nördlicher Teil)
      - Trockene Ebene (= Steinfeld, südlicher Teil)

  - Östliches Weinviertel[1]
- Tschechien
  - Niedermährisches Becken (Dolnomoravský úval)[4]
- Slowakei
  - Zahorische Ebene (Záhorská nížina)
    - Bor-Tiefland (Borská nížina)[5]
    - Chvojnica-Hügelland (Chvojnická pahorkatina)

#### Wiener Becken nördlich der Donau
Dieser Teil des Beckens ist der größere und morphologisch abwechslungsreichere. In Österreich wird er hauptsächlich vom Marchfeld und dem Hügelland des östlichen Weinviertels eingenommen. Die topographisch insgesamt eher unauffällige West- und Nordwestgrenze des Wiener Beckens nördlich der Donau wird dort von den Leiser Bergen, einigen isoliert stehenden Kalksteinfelsen, wie der Staatzer Klippe oder dem Falkenstein, und den Pollauer Bergen (bereits in Tschechien) gebildet. Diese kleinen Höhenzüge und Berge sind morphologischer Ausdruck der Waschbergzone, einem oft nur wenige Kilometer breiten Gesteinsgürtel, der die Ostalpen oberirdisch mit den Westkarpaten verbindet und so das Wiener Becken geologisch nach Nordwesten vom Molassebecken der Ostalpen bzw. der Westkarpaten abgrenzt.
Der sich weiter nordöstlich anschließende flache Beckenteil wird als Niedermährisches Becken bezeichnet. Er reicht in die Thaya- und March-Niederungen Mährens und der Slowakei und wird nach Nordwesten und Norden begrenzt durch die Ausläufer der Westkarpaten Steinitzer Wald, Marsgebirge und Wisowitzer Gebirge, wobei Erstgenannter geologisch zur nordöstlichen Fortsetzung der Waschbergzone, der so genannten Ždánice-Einheit, gehört. Die Ostgrenze verläuft am Fuße der Weißen und der Kleinen Karpaten. Die z. T. relativ hügeligen Beckenanteile in der Slowakei östlich des Marchtals werden unter dem Begriff Záhorie zusammengefasst.

#### Wiener Becken südlich der Donau
Dieser Teil des Beckens wird unterteilt in die sogenannte Feuchte Ebene im Norden und die Trockene Ebene im Süden, auch Steinfeld genannt.
Die fürs Auge deutlichste Grenze dieses südlichen Beckenteils ist die Thermenlinie im Westen, wo die Ausläufer der Alpen (Flysch-Wienerwald) relativ steil um 200 bis 300 Meter in die Ebene (Höhenlage 150 bis 200 m ü. A.) abfallen und die Kalkalpen sogar um bis zu 1000 Höhenmeter. Diese Linie bleibt bis Wien deutlich sichtbar, quert im Nordwesten der Stadt an der Wiener Pforte die Donau und läuft nordöstlich des Bisambergs aus (Weinviertel).
Im Osten und Südosten wird das südliche Wiener Becken durch eine Kette von Bergrücken gegen die Pannonische Tiefebene abgegrenzt. Die Namen der Bergrücken sowie der Durchgänge (Pforten) dazwischen lauten, von Norden nach Süden: Hainburger Pforte, Hundsheimer Berge, Brucker Pforte, Leithagebirge, Ödenburger Pforte und Rosaliengebirge. Da dessen Kammlinie nicht, wie die der anderen genannten Höhenzüge, gerade in etwa Nordost-Südwest verläuft, sondern einen Bogen von Nordosten nach Südosten beschreibt, ist das Rosaliengebirge nur teilweise an der Umrandung des südlichen Wiener Beckens beteiligt. Zudem bildet die Ödenburger Pforte keine direkte Passage zur Pannonischen Tiefebene, sondern führt ins Eisenstädter Becken, dessen südwestliche Umrandung vom Südostteil des Rosaliengebirges gebildet wird. Im äußersten Südwesten, wo das Wiener Becken bereits sehr schmal ist und zu den Alpen hin ansteigt, wird es östlich durch die Bucklige Welt und südlich durch das Semmeringgebiet begrenzt.

### Vegetation und Klima
Das Wiener Becken bildet den westlichsten Teil des eurasischen Steppengürtels, einer sehr ausgedehnten Vegetationszone. 

## Wirtschaft

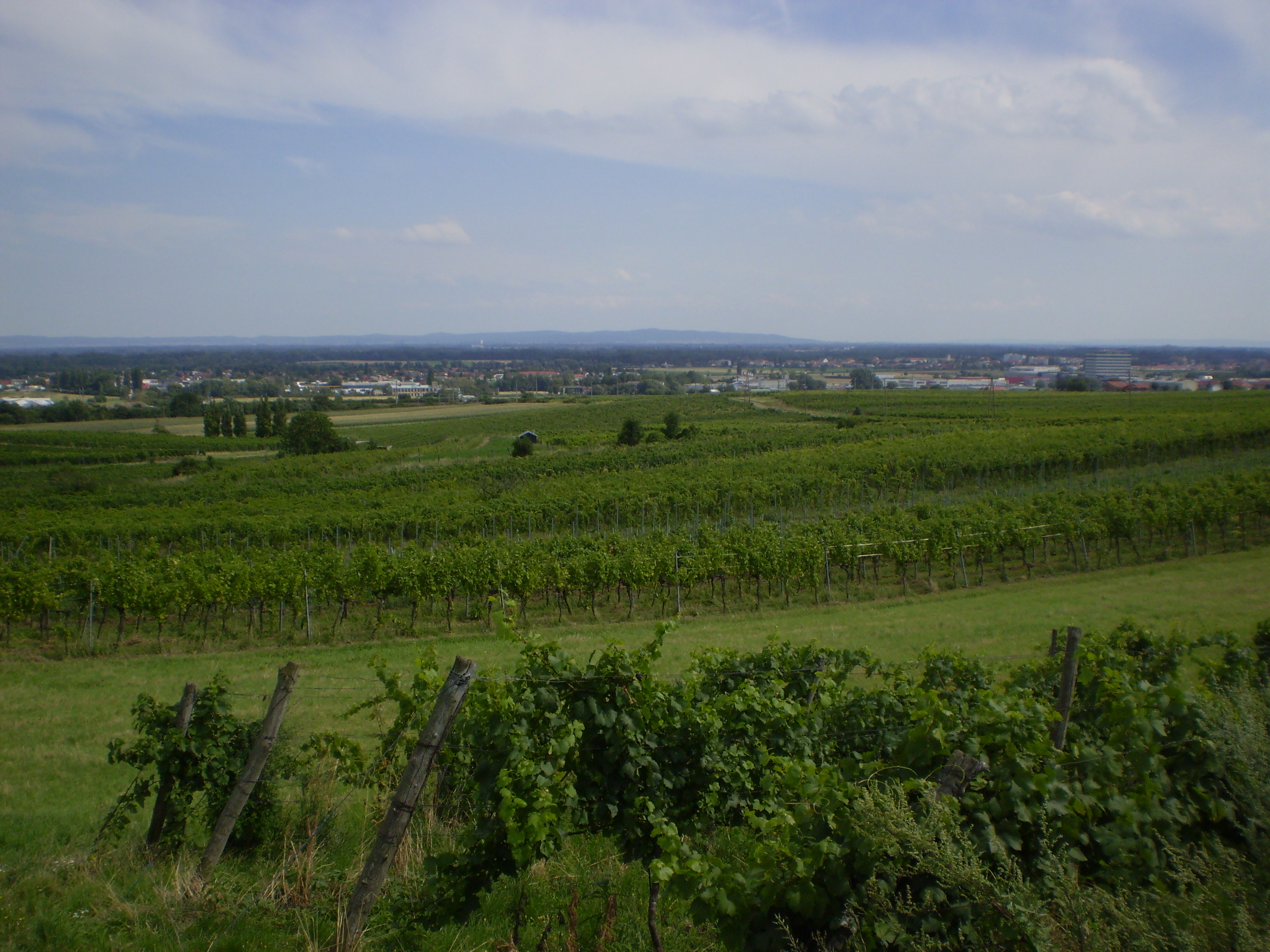
Blick über Weingärten am Westrand das Wiener Beckens bei Gumpoldskirchen (südlich von Wien) nach Südosten. Das Hochhaus im rechten Bildmittelgrund ist der Firmensitz des Glücksspielkonzerns Novomatic. Am Horizont zeichnet sich im Dunst die Silhouette der Leithaberge ab.

### Österreich
Im Osten herrscht noch die Landwirtschaft vor, wobei hauptsächlich Getreide und Zuckerrüben angebaut werden. Aber auch hier macht sich der Strukturwandel bemerkbar, so wurden zum Beispiel die Zuckerfabriken in Bruck an der Leitha und Siegendorf stillgelegt. An Stelle der Brucker Zuckerfabrik wurde eine Ölmühle für Biodiesel errichtet und die Bauern setzen vermehrt auf den Anbau von Raps und Sonnenblumen.
Durch die Lehmvorkommen entstand schon Ende des 19. Jahrhunderts eine erste Industrie in Form der Ziegelindustrie südlich von Wien. Am südlichen Rand Wiens, am Wienerberg, begann die Geschichte der Ziegelproduktion der Firma Wienerberger AG. In dieser Zeit kamen viele Zuwanderer aus den Kronländern ins Wiener Becken. Diese werden noch heute umgangssprachlich als Ziegelböhmen oder Ziegelbehm bezeichnet. In der Folge der Ziegeleien sind auch viele Ziegelteiche entstanden, die heute zum Teil unter Naturschutz gestellt wurden oder als Badeteiche genutzt werden. Die meisten Ziegelteiche wurden im Zuge der Industrieansiedlungen in der zweiten Hälfte des 20. Jahrhunderts wieder zugeschüttet.
Wirtschaftlich zählt vor allem der nördliche Teil der Wiener Neustädter Bucht (Feuchte Ebene), die zum Umland von Wien gehört, zu den wirtschaftlich stärksten Regionen Österreichs. So ist im Bezirk Mödling das höchste Pro-Kopf-Steueraufkommen Österreichs zu verzeichnen. Erwähnenswert ist hier das größte Industriegebiet der Eco Plus, das Industriezentrum Niederösterreich Süd (IZ NÖ-Süd), das sich über die Gemeindegebiete Wiener Neudorf, Biedermannsdorf, Guntramsdorf und Laxenburg erstreckt sowie die Shopping City Süd (SCS) in Vösendorf. Aber auch der Flughafen Wien-Schwechat mit der um ihn angesiedelten Wirtschaft stellt einen Wachstumsmotor dar. Bis auf Wiener Neustadt, das erst später wirtschaftlich aufgeholt hat, sind Gebiete dank der Wasserkraft von Schwechat, Triesting und Piesting vorwiegend durch Textilbetriebe sehr früh industrialisiert worden. Viele Betriebe mussten durch den Strukturwandel große Probleme durchmachen. Dies betrifft zum Beispiel auch ehemalige Paradeunternehmen wie die Semperit AG in Traiskirchen. So müssen heute viele Menschen in Richtung Wien auspendeln. Vereinzelt werden aber auch wieder neue Betriebe wie Magna International mit der Europazentrale in Oberwaltersdorf oder der Pferdesportpark in Ebreichsdorf angesiedelt.
Verkehrstechnisch wurde das Gebiet schon sehr zeitig erschlossen. So sind bereits alte Römerstraßen bekannt und die Bernsteinstraße führte durch das Wiener Becken. In der Neuzeit wurden hier zeitig Eisenbahnen gebaut. So führen heute etwa 10 von Wien aus gehende Bahnlinien, 5 Autobahnen durch die Ebene und rund 20 Bundesstraßen verbinden die Verkehrsknoten der Region.
An der Thermenlinie, die als Wetterscheide fungiert, gibt es seit der Römerzeit Weinbau, hier liegen die Weinorte Sooß und Gumpoldskirchen.
Im südlichen Teil, dem sogenannten Steinfeld, ist der Boden durch eiszeitliche Schotterablagerungen sehr karg und der sogenannte Schneebergwind aus dem Westen verbläst die wenigen Zentimeter fruchtbare Erde. Deswegen wurde unter Maria Theresia begonnen, Schwarzföhrenwälder anzupflanzen, einerseits, um Harz für die Pecherei zu gewinnen und andererseits, um den Boden zu befestigen.
Probleme verursachen zum Teil die im Zuge der Industrialisierungswelle in der Zeit nach dem Zweiten Weltkrieg angelegten Mülldeponien, wie die Fischer-Deponie, die schlecht abgedichtet ihre Schadstoffe, vor allem Kohlenwasserstoffe, langsam an das Grundwasser abgeben. Mit teuren, meist von der öffentlichen Hand durchgeführten Sanierungen werden aber die Grundwasservorkommen im östlichen Teil, der so genannten Mitterndorfer Senke, als Trinkwasser wieder verwendbar gemacht. Diese Vorkommen können auch zusätzlich zu den Wiener Hochquellenwasserleitungen die Stadt Wien mit Wasser versorgen. Aber auch andere Ortswassernetze wie das von Mödling oder der Triestingtaler Wasserleitungsverband haben hier zusätzliche Quellen.

## Geologie

### Allgemeines

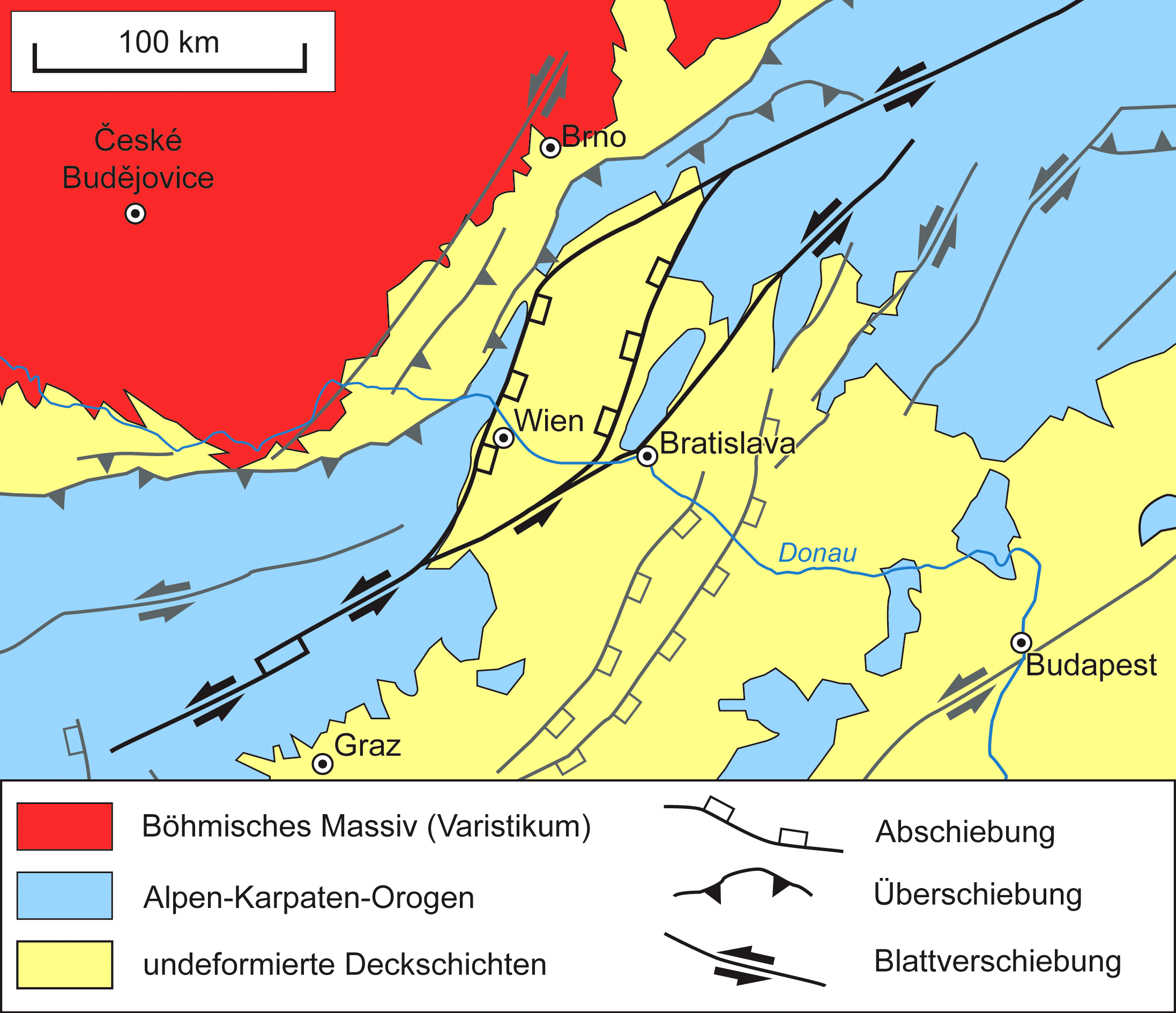
Stark vereinfachte geologische Karte des Wiener Beckens und dessen Umgebung. Die tektonischen Strukturen, die in unmittelbarem Zusammenhang mit dem Wiener Becken stehen, sind schwarz hervorgehoben.

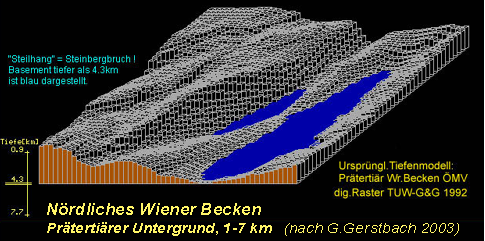
Digitales Tiefenmodell des prä-tertiären Basements des Marchfeldes (nach G. Gerstbach). Beckenteile unter −4.300 m sind blau dargestellt.

In der Geomorphologie gilt das Wiener Becken als Paradebeispiel eines tektonischen Einbruchsbeckens. Strukturgeologisch handelt es sich um ein Scherungsbecken (Pull-Apart-Becken), d. h., um einen gedehnten Krustenbereich in einem Blattverschiebungssystem, und auch für diesen Beckentyp ist das Wiener Becken exemplarisch. Ursächlich für die Ausbildung dieser Blattverschiebungen war der Umstand, dass die Nordbewegung der Alpen im oberen Untermiozän (Karpatium) weitgehend zum Stillstand kam, während sich die Karpaten weiter nach Norden bewegten.
Das Basement des Wiener Beckens wird von eingesunkenen alpin-karpatischen Decken gebildet. Es stellt somit die Verbindung zwischen Ostalpen und Westkarpaten dar und ist weitgehend mit den aufgeschlossenen prä-tertiären Gesteinen der Randgebirge des Wiener Beckens identisch. Die Ostalpen stellen hierbei den zum Penninikum gehörigen Rhenodanubischen Flysch sowie die zum Austroalpin gerechneten Nördlichen Kalkalpen, die Grauwackenzone und die zentralalpinen Einheiten. Die Westkarpaten sind am Grundgebirge des Wiener Beckens beteiligt mit der zum Ultrasilesikum (in gewisser Weise ein Pendant des Helvetikums der Alpen) gerechneten Waschberg-Ždánice-Einheit, mit dem Magura-Flysch (Pendant des Rhenodanubischen Flyschs), den Einheiten der Zentralen (bzw. Inneren) Westkarpaten (u. a. den Tatriden) sowie mit dem Pieninischen Klippengürtel. Diese allochthonen Einheiten liegen mit tektonischem Kontakt auf autochthonen mesozoischen und paläogenen Sedimentgesteinen, die wiederum dem abgesunkenen Varistikum des „Südosthanges“ der Böhmischen Masse auflagern, zu einem geringen Teil aber in der Spätphase der Karpatenbildung noch von alpidischer Deckentektonik erfasst und in die Waschberg-Ždánice-Einheit inkorporiert wurden.
Die bis zu 5500 Meter mächtige neogene Sedimentfüllung des Beckens hat an der Geländeoberfläche eine Dichte um 2,0 g/cm³ und ist in 5 km Tiefe durch die Auflast auf etwa 2,5 g/cm³ kompaktiert. Das Basement hat eine spezifische Dichte zwischen 2,6 und 2,8 g/cm³. Der resultierende Dichtekontrast von 0,4 bis 0,8 g/cm³ wurde schon früh mit gravimetrischen Methoden untersucht, aber auch mit Seismik und mittels Lotabweichungen. Denn in Tiefen von etwa 500 bis 4000 m befinden sich große Mengen an Erdöl und Erdgas, die seit den 1930er-Jahren gefördert werden und aus denen Österreich noch heute über 10 % seines Bedarfs bestreitet.
Das Wiener Becken als Sedimentbecken gehört paläogeographisch zur zentralen Paratethys. Die Paratethys, ein heute noch in Gestalt des Schwarzen und Kaspischen Meeres (östliche Paratethys) vorhandenes Urmeer, das auf den mesozoischen Tethys-Ozean zurückgeht, bedeckte im Tertiär weite Gebiete Südosteuropas, mit Ausläufern bis ins heutige Süddeutschland (westliche Paratethys).

### Beckenentwicklung und Stratigraphie

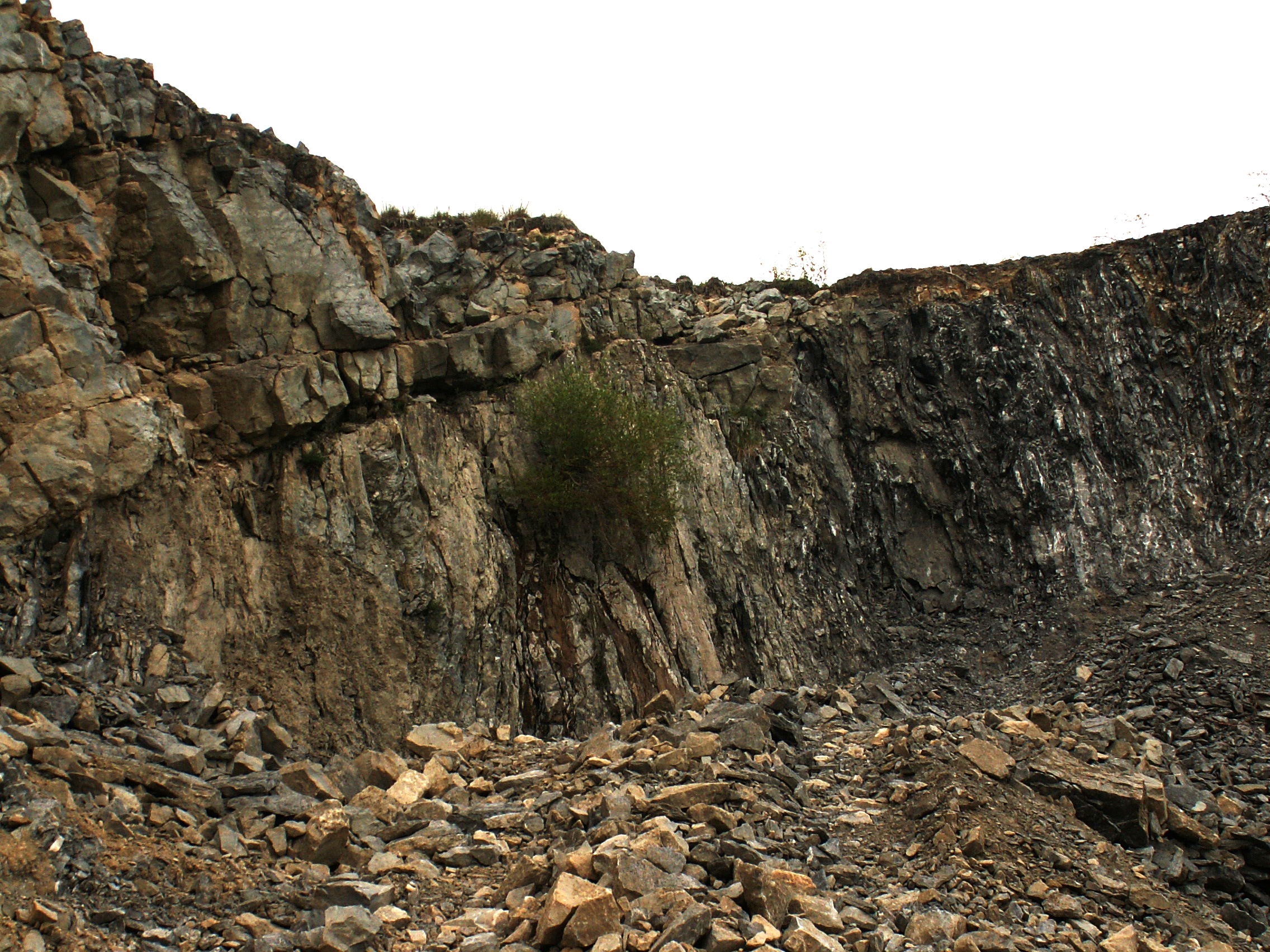
Winkeldiskordanz aus dem Piggyback-Stadium des Wiener Beckens: Marine Sedimentgesteine des Eggenburgiums lagern steilgestellten jurassischen Knollenkalken der Pieninischen Klippenzone auf. Podbranč, Okres Senica, Westslowakei.

#### Piggyback-Phase
Das Wiener Becken hatte einen Vorläufer im mittleren Untermiozän (Eggenburgium und Ottnangium). Bei diesem „Proto-Wiener Becken“ handelte es sich um eine relativ flache, Ost-West verlaufende Depression, die sich langsam in die Oberfläche des alpinen Deckenstapels einsenkte, noch während sich dieser nordwärts bewegte. Man spricht in einem solchen Fall von einem Rucksack-Becken (Piggyback-Becken). Sedimente der Piggyback-Phase sind nur aus dem nördlichen und zentralen Teil des heutigen Wiener Beckens bekannt. Die frühesten Ablagerungen sind im nördlichen Teil durch die fluviatilen Sedimente der Stráže-Formation repräsentiert. Infolge eines Einbruches des Molassemeeres von Norden werden sie großflächig von den marinen siliziklastischen Ablagerungen („Schlier“) der Lužice-Schichten überlagert.
Die weiter südlich, im heutigen zentralen Wiener Becken anzutreffende, durch brackische Gezeitensedimente charakterisierte Bockfließ-Formation wird altersmäßig zumindest in ihrem tieferen Teil noch ins Ottnangium gestellt.

#### Pull-Apart-Phase
Die Entwicklung des eigentlichen Wiener Beckens, d. h. die Ausbildung des Pull-Apart-Beckens, begann nach Ende der Nordwärtsbewegung der Alpen im Karpatium (spätes Untermiozän) vor etwa 17 Millionen Jahren. Die anhaltende Nordbewegung der Karpaten führte in den Ostalpen und Westkarpaten zur Ausbildung eines sinistralen Blattverschiebungssystems mit etwa Nordost-Südwest verlaufenden Störungen. Im „Scharnierpunkt“ dieser Bewegung wurde die Kruste der Alpen-Karpaten-Kette durch die Scherkräfte stark gedehnt, sodass, ausgehend von den Blattverschiebungen, annähernd Nord-Süd orientierte Abschiebungen entstanden, und ein rhombenförmiges Becken begann einzusinken. Bedeutende solcher Abschiebungssysteme sind u. a. der Leopoldsdorfer Bruch, der durch Wien verläuft, und der Steinbergbruch im nördlichen Teil des Beckens. Während die Absenkung an den Beckenrändern nur bis zu 2 km betrug, senkten sich die zentralen Regionen des Wiener Beckens in 9 Millionen Jahren insgesamt bis zu 5,5 km ab, was einer durchschnittlichen Subsidenzrate von 0,6 mm pro Jahr entspricht.
Das Becken wurde das gesamte Miozän hindurch mit großen Sedimentmengen befüllt, wobei die überwiegend klastischen Ablagerungen der Erosion der umliegenden Hochlagen entstammten. Im Karpatium wird die Beckenfüllung größtenteils aus terrestrischen Fluss- und See- sowie randmarinen Flussdelta-Ablagerungen (Bockfließ-Formation, Gänserndorf-Formation, Aderklaa-Formation, Šaštín-Sande) gebildet, im Nordteil des Beckens aber vor allem aus siliziklastischen marinen Ablagerungen (Závod-Formation und Lakšáry- bzw. Lakšárska-Nová-Ves-Formation – diese Schlier-Abfolgen wurden früher unter dem Namen „Laaer Schichten“ zusammengefasst, jedoch wird laut Stratigraphischer Tabelle von Österreich 2004 dieser Name mittlerweile nur noch auf marine Gesteine des Karpatiums der Waschberg-Zone und des Molassebeckens angewendet).
| \| \| |
| --- |
| Paläogeographie Südosteuropas im Karpatium und Badenium. Der rote Kreis markiert die Lage des Wiener Beckens. Man beachte, dass die Ur-Donau nach Westen über den Rhone-Graben ins Mittelmeer entwässert. |
| Wiener Becken |

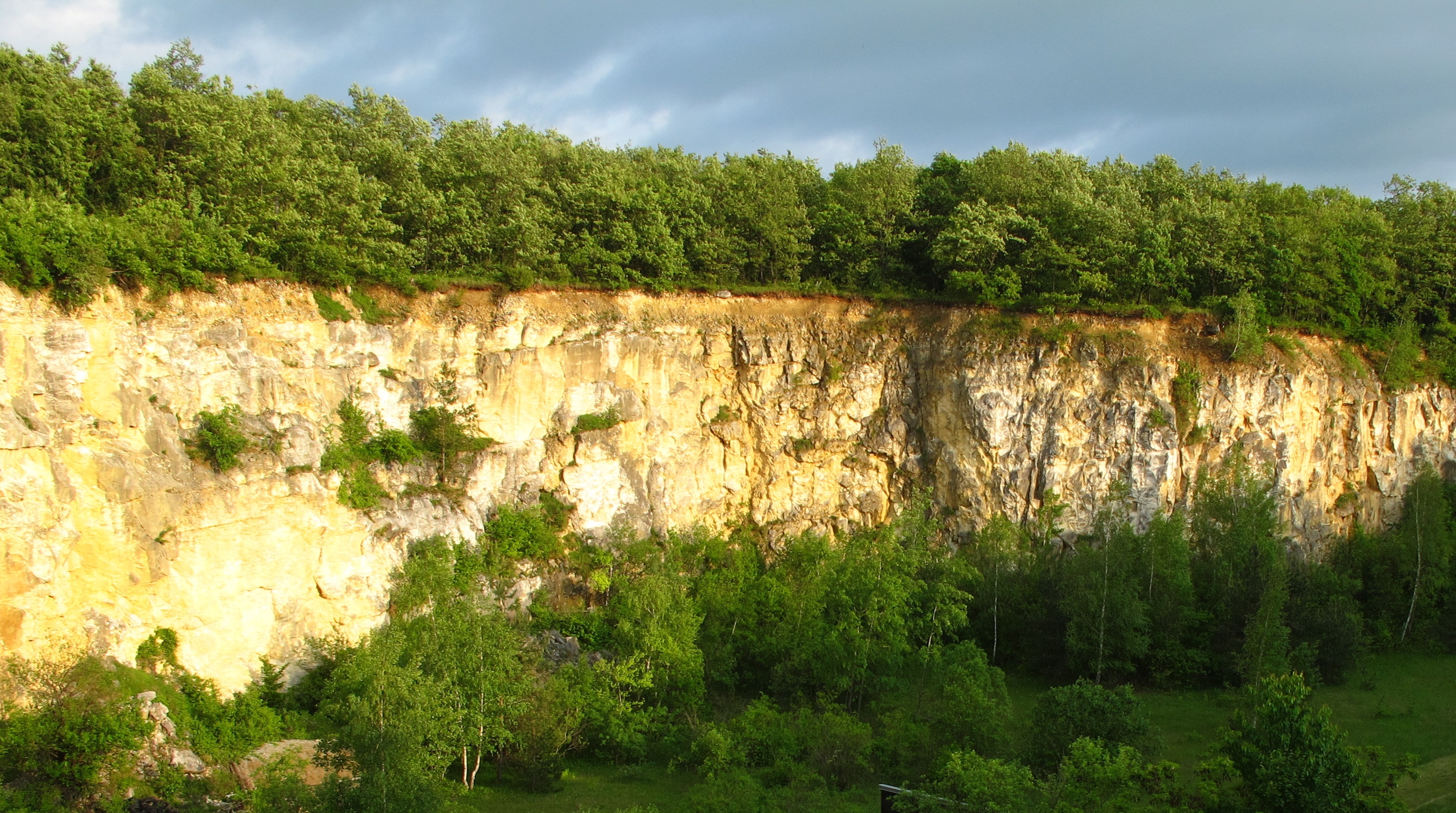
Auflässiger Steinbruch bei Mannersdorf am Leithagebirge mit anstehendem Leithakalk

Die Wende Karpatium-Badenium, die gleichzeitig der Wende vom Unter- zum Mittelmiozän entspricht, ist durch eine sehr ausgeprägte Schichtlücke infolge eines Rückgangs des Meeresspiegels repräsentiert, die sich in Paläo-Hochlagen durch Erosion der untermiozänen Schichten bis hinab zum Basement auszeichnet. Ablagerung erfolgte überwiegend in Gestalt von fluviatilen Konglomeraten (z. B. Aderklaa-Konglomerat, Jablonica-Konglomerat). Nach erneutem Anstieg des Meeresspiegels im weiteren Verlauf des Badeniums ist der marine Charakter des Beckens jedoch deutlich stärker ausgeprägt als im Karpatium. Der Meeresspiegel stand bisweilen so hoch, dass z. B. das Leithagebirge komplett geflutet war. In der seinerzeit relativ küstenfernen aber dennoch von sehr geringer Meerestiefe gekennzeichneten Region des Leithagebirges war der Eintrag klastischer Sedimente sehr gering, weshalb dort ausgedehnte Karbonatablagerungen und insbesondere Riffkalke entstehen konnten, die als „Leithakalk“ bezeichnet werden. Er besteht aus Steinkorallen, vor allem aber aus kalkbildenden Rotalgen, sogenannten corallinen Rotalgen oder Corallinaceen. Entsprechend lauten alternative Bezeichnungen für den Leithakalk Corallinaceenkalk oder, nach einer speziellen Corallinaceengattung, auch Lithothamnium-Kalk. Die erste Beschreibung einer fossilen corallinen Rotalge in der Geschichte der Paläontologie erfolgte 1847 anhand eines Exemplars aus dem Leithakalk. Ein klastisches Sediment der nicht vom Meer bedeckten Bereiche am südlichen Westrand des Beckens ist das Badener oder Vöslauer Konglomerat. Dieses Flusssediment enthält Gerölle, die den Kalkalpen und der Flyschzone entstammen. Die badenischen Ablagerungen größerer Wassertiefen sind durch sandig-mergelig-tonige Ablagerungen repräsentiert, die als „Badener Tegel“ (Baden-Gruppe) bezeichnet werden. Sie sind insgesamt sehr fossilreich und wurden in Tiefen von höchstens 200 Metern abgelagert. Die relativ geringe Meerestiefe trotz relativ hoher Subsidenzraten spiegelt die hohen Sedimentationsraten im Wiener Becken wider, d. h. das durch die Absenkung entstandene Relief wurde mehr oder weniger simultan weitgehend wieder ausgeglichen.
Die Sedimentationsbedingungen und mit ihnen die Gesteinsassoziationen des Sarmatiums (spätes Mittel-Miozän) unterscheiden sich größtenteils nicht von denen des Badeniums. Jedoch zeigen die enthaltenen Fossilien, dass der Salzgehalt des Meeres geringer war als im Badenium: es sind weniger Arten, die aber mit einer größeren Individuenzahl vertreten sind. Dazu gehören u. a. die Schnecke Pirenella (ehem. Cerithium) und die Muschel Cerastoderma. Die Verringerung der Salinität steht vermutlich in Zusammenhang mit einer zunehmenden Abriegelung der zentralen Paratethys vom offenen Ozean durch Hebung der alpidischen Gebirgszüge des Balkanraumes bei gleichzeitig humiden klimatischen Bedingungen. Im Zuge der Transgression nach einem Meeresspiegelabfall an der Baden-Sarmat-Grenze wird unter anderem der badenische Leithakalk zu „detritärem Leithakalk“ aufgearbeitet.
| \| \| |
| --- |
| Paläogeographie Südosteuropas im Pannonium. Der rote Kreis markiert die Lage des Wiener Beckens. Die zentrale Paratethys hat sich von einem marinen zu einem lakustrinen Ablagerungsraum gewandelt. |
| Wiener Becken |

Im Pannonium erfolgt schließlich die Verlandung des Wiener Beckens mit zunächst noch brackischer (u. a. Tegel) und anschließend limnisch-fluviatiler Sedimentation. Der vorzeitliche See, dem diese Ablagerungen entstammen, wird als Pannonischer See bezeichnet und die fluviatilen Sedimente gehen auf die Tätigkeit der Ur-Donau zurück, die einen Zufluss des Pannonischen Sees bildete. Die pannonischen Seesedimente führen große Mengen an Klappenresten der Dreikantmuschelgattung Congeria, weshalb sie auch „Congerien-Schichten“ genannt werden. Die fluviatilen Schotter, die u. a. im Weinviertel weit verbreitet sind, führen Säugetierfossilien, speziell das Ur-Pferd Hippotherium. Ebenfalls deutliche Verlandungstendenzen zeigen Braunkohleflöze an, die vor allem im Süden des Beckens auftreten und die mglw. bereits ins Pontium (jüngstes Miozän) zu stellen sind.

#### Inversions- und Hebungsphase
Im jüngsten Miozän ändern sich die Spannungsverhältnisse in der europäischen Kruste. Die ursprünglich sinistralen Blattverschiebungen im Basement des Wiener Beckens nehmen einen dextralen Schersinn an, die Dehnung und damit die Subsidenz stoppt und schlägt in Stauchung und Hebung um (sogenannte Beckeninversion). Diese Ereignisse markieren faktisch das Ende des Wiener Beckens als Sedimentbecken. Marine miozäne Sedimente sind heute in Höhenlagen von 300 bis 400 Metern aufgeschlossen, was, unter Abzug des eustatischen Meeresspiegelabfalls seit ihrer Ablagerung, auf einen Hebungsbetrag von 200 bis 300 Metern schließen lässt.

#### Pliozäne und Quartäre Dehnung
Eine erneute Änderung des Spannungsregimes im Verlauf des Pliozäns bewirkt eine erneute Krustendehnung analog zu den Vorgängen der Pull-Apart-Phase. Diese junge Dehnung ist jedoch weniger stark und bewirkt nur geringumfängliche Subsidenz. Die postmiozäne Sedimentation ist daher lokal beschränkt (z. B. auf das sogenannte Mitterndorfer Becken im Südwestzipfel des Wiener Beckens) und erreicht bei Weitem nicht mehr den Umfang der miozänen Sedimentakkumulation.

### Bedeutung der Neotektonik
Die tektonischen Bewegungen halten bis heute an. Das führt im Jahr zu circa drei bis vier spürbaren Erdbeben, vor allem im südlichsten Bereich des Beckens rund um Wiener Neustadt, speziell in der nordöstlichen Fortsetzung der Mur-Mürz-Störungszone (südöstlicher Beckenrand) sowie an der sogenannten Thermenlinie (westlicher Beckenrand). Stärkere Beben treten nur alle 20 bis 30 Jahre auf. Die Thermenlinie ist eine Beckenrandstörung, die ihren Namen den Thermalwässern verdankt, die dort zutage treten. Daher gibt es dort zahlreiche Bade- und Kurorte, z. B. Baden, Bad Vöslau, Oberlaa und Bad Fischau. Aber auch am Südostrand des Beckens gibt es Thermalquellen, beispielsweise in Bad Deutsch-Altenburg und Bad Sauerbrunn im Burgenland.

### Satellitenbecken

#### Korneuburger Becken
Das Korneuburger Becken ist ein kleines, schmales (20 × 5 km), NNE-SSW-streichendes Pull-Apart-Becken in der nördlichen Fortsetzung des Wienerwaldes nahe dem Westrand des österreichischen Teils des Wiener Beckens. Namensgebend ist die Kleinstadt Korneuburg im Süden des Beckens. Geologisch wird das Becken nördlich und westlich von der Waschbergzone und südlich und östlich von der Flyschzone gerahmt und beide Einheiten bilden auch das Grundgebirge. Die maximale Sedimentmächtigkeit ist mit rund 880 Metern deutlich geringer als im Wiener Becken. Die Sedimentation erfolgte ausschließlich im frühen Miozän und hauptsächlich im Karpatium. Eine unmittelbare Verbindung zum Wiener Becken bestand seinerzeit nicht. Stattdessen stand das Korneuburger Becken nach Norden mit der westlichen Paratethys in Verbindung. Entsprechend finden sich im Süden des Beckens hauptsächlich ästuarine Sedimente und im Norden flachmarine Ablagerungen.

#### Eisenstadt-Soproner Becken
Das annähernd dreieckige, etwa 20 km breite Eisenstadt-Soproner Becken grenzt östlich an den südöstlichen Abschnitt des österreichischen Teils des Wiener Beckens. Namensgebend sind die Städte Eisenstadt in Österreich und Sopron (Ödenburg) in Ungarn. Das Becken wird gerahmt vom Leithagebirge mit der Eisenstädter Störung im Norden sowie vom Rosaliengebirge und vom Ödenburger Gebirge im Südwesten und Süden, die es zugleich gegen das Steirische Becken abgrenzen. Nach Westen steht es über die Ödenburger Pforte mit dem Wiener Becken in Verbindung, nach Osten wird es von den niedrigen Rust-Fertőrákos-Bergen mit der Kőhida-Störung vom Pannonischen Becken bzw. vom Donaubecken getrennt. Mit 1500 Metern ist die maximale Sedimentmächtigkeit deutlich geringer als im Wiener Becken.
Die ältesten Sedimente des Eisenstadt-Soproner Beckens sind fluviatil-lakustrine Ablagerungen frühmiozänen Alters. Wahrscheinlich handelt es sich um Ablagerungen des gleichen frühmiozänen Flusssystems, das die gleich alten und gleichartigen Sedimente im südlichen Wiener Becken erzeugt hat, und das Leithagebirge existierte noch nicht als geographische Barriere. Eine Individualisierung des Eisenstadt-Soproner Beckens vom eigentlichen Wiener Becken erfolgte vermutlich im Badenium. Faziell ähneln die badenischen und auch die sarmatischen Ablagerungen stark denen des Wiener Beckens, insbesondere während der Meeresspiegelhochstände, mit u. a. Leithakalk im späten Badenium. Wie das Wiener Becken, verlandete auch das Eisenstadt-Soproner Becken im Pannon.

## Historische Ansichten

Historische Landkarten des Wiener Beckens im engeren Sinn
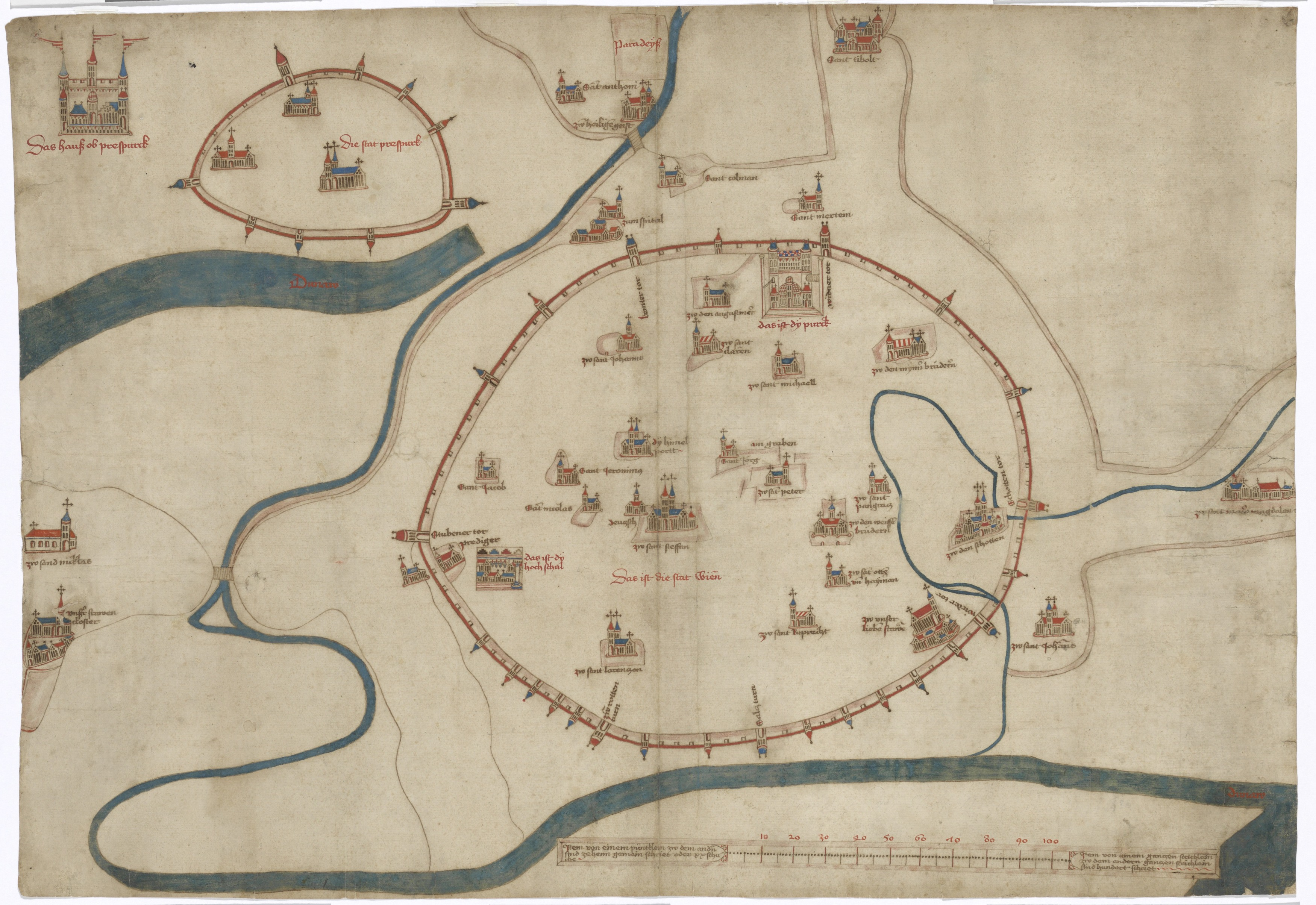
Albertinischer Plan (ab 1460; nach einer Vorlage von ca. 1421/22)
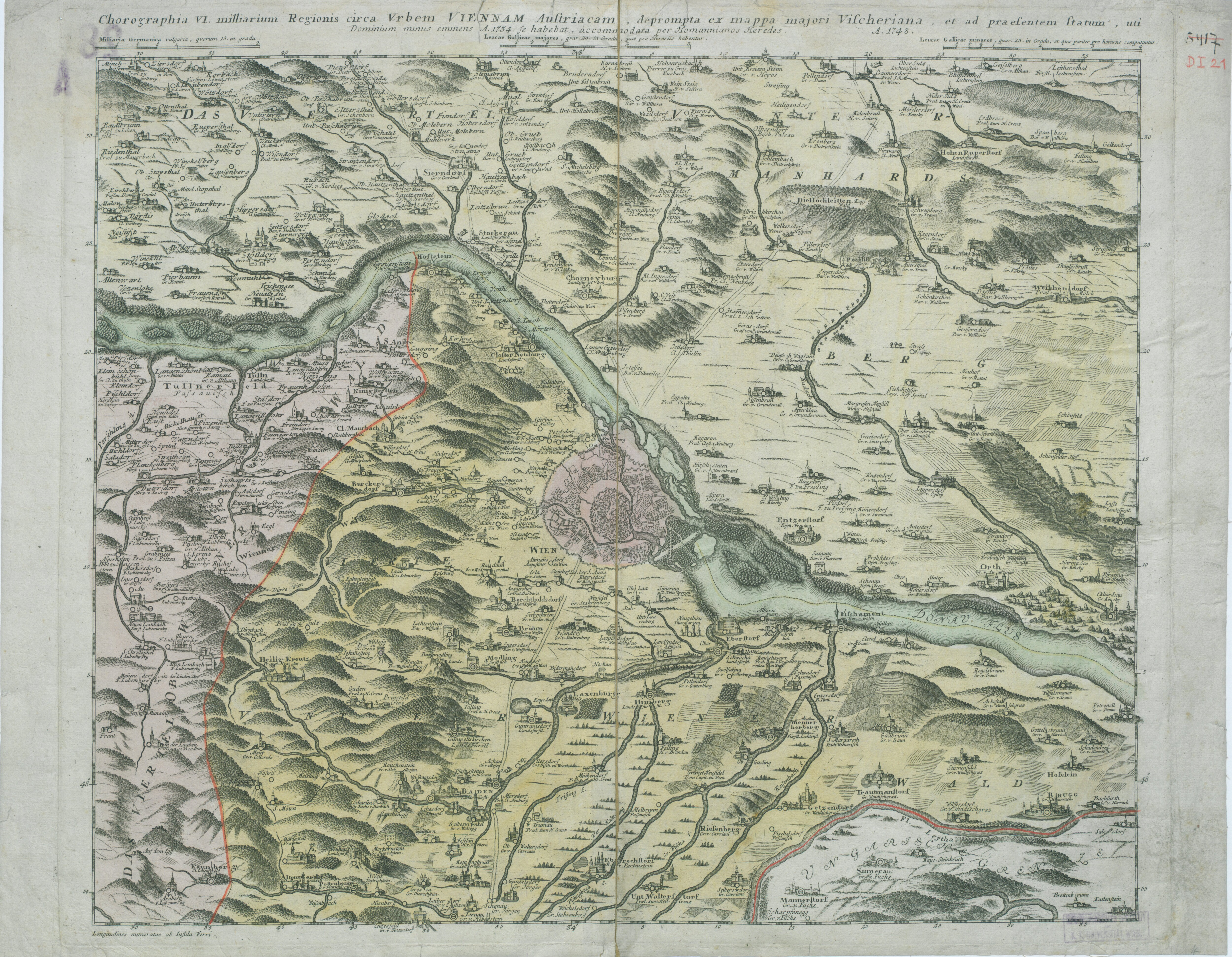
Wien und Ortschaften im Umland mit Herrschaftsbeschriftung, 1748 (basierend auf diesem Bild von Nicolaes Visscher I, ~1683)
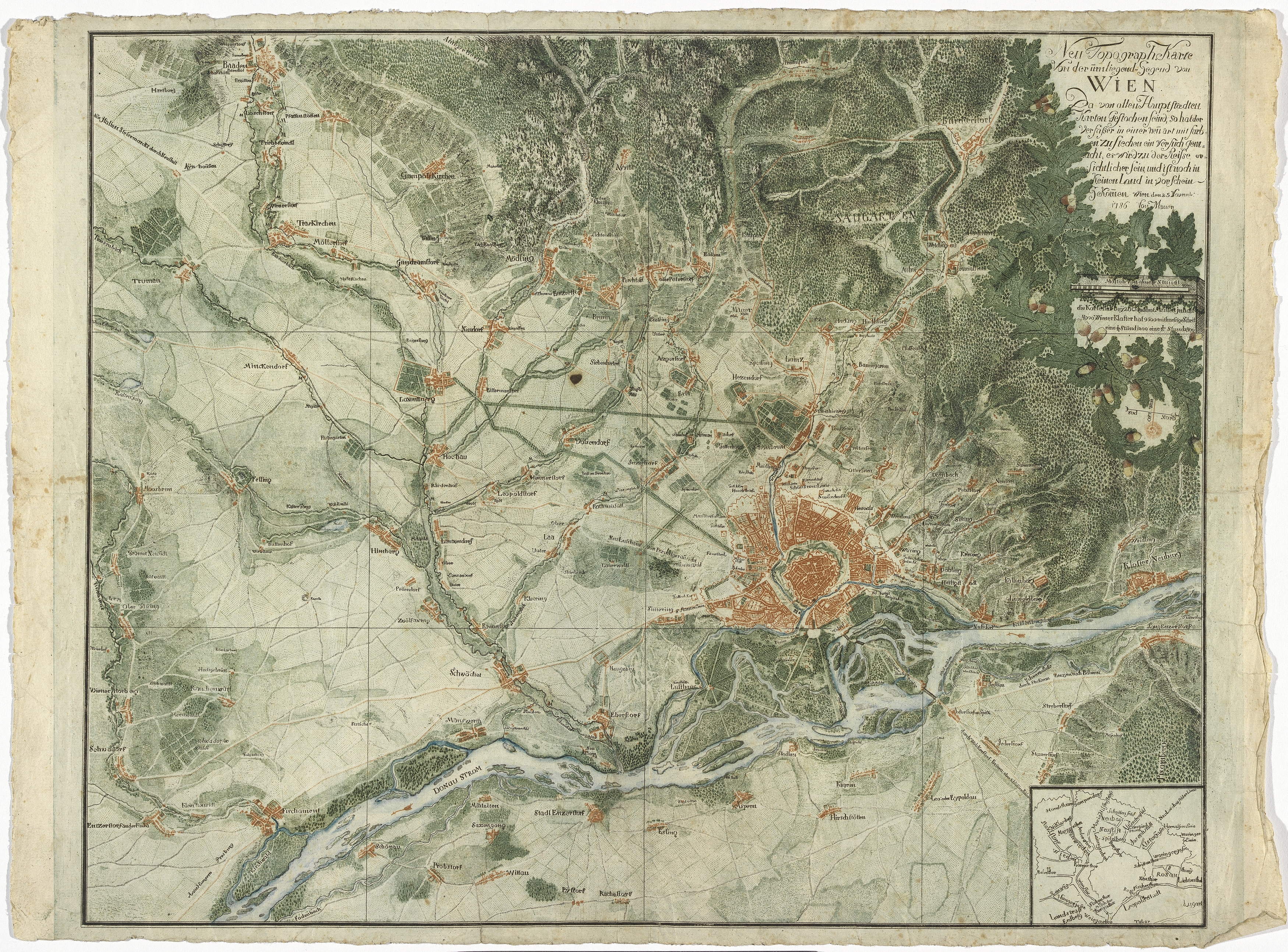
Wien und südliches Umland, 1786 (Norden ist rechts)